# Bukan
Bukan (tiếng Ba Tư: بوکان, đã Latinh hoá: Bukân, tiếng Kurd: بۆکان, đã Latinh hoá: Bokan) là một thành phố có người Kurd sinh sống ở tỉnh Tây Azarbaijan tây bắc Iran.
Bukan là thủ phủ của hạt Bukan.
Theo điều tra dân số năm 2006, thành phố có dân số 149.000 người.
Bukan nằm ở phía nam của hồ Urmia ở độ cao khoảng 1.300 mét trên mực nước biển. Thành phố nằm ở tỉnh Tây Azarbaijan của Iran. Thành phố này nằm trên bờ phía đông của Sīmīnarūd (Tk. Tatahūčāy).